# Phrydiuchus tau
Phrydiuchus tau es una especie de coleóptero de la familia Curculionidae. Es usado como control biológico de plagas contra las malas hierbas como Salvia aethiopis.
El gorgojo adulto es de color gris oscuro a negro y tiene una marca en la espalda que se ve como una letra blanca "T" o "tau", de ahí su nombre científico. Tiene unos 5 milímetros de largo. La hembra pone los huevos en la base o en la parte inferior de la hoja. La larva emerge en tres a cuatro semanas y se cobija en el tejido vegetal, horadando túneles hasta la corona de la raíz donde se alimenta y se desarrolla. El gorgojo adulto se alimenta de las hojas, pero la mayor parte del daño a la planta se realiza por actividad de alimentación de la larva. Las plantas pequeñas pueden ser eliminadas solo con el daño larval; las plantas más grandes pueden atrofiarse o no pueden reproducirse. El gorgojo del Mediterráneo se alimenta de salvia, y también ataca fácilmente a Salvia sclarea, una maleza problemática similar, pero menor en la zona.
Este gorgojo es nativo del sur de Eurasia. Fue introducido por primera vez a los Estados Unidos para biocontrol de salvia en 1971. Ahora se ha establecido en gran parte del oeste de los Estados Unidos.